# "Heroes"
"Heroes" is een album van David Bowie dat in 1977 door RCA Records werd uitgegeven. De gelijknamige single werd een wereldwijde hit. De muziek werd opgenomen in juli en augustus 1977 in de Hansa-Tonstudios in Berlijn. "Heroes" is het tweede album van Bowie dat hij opnam toen hij in Berlijn woonde. De zogenoemde Berlin Trilogy bestaat verder uit Low (1977) en Lodger (1979). Voor de albumhoes van "Heroes" werd een door Masayoshi Sukita genomen zwart-witfoto van Bowie gebruikt. Jonathan Barnbrook gebruikte die foto opnieuw voor de albumhoes van het in 2013 uitgegeven album The Next Day.
"Heroes" wordt beschreven in het boek 1001 Albums You Must Hear Before You Die.

## Tracklist
- Alle nummers geschreven door Bowie, tenzij anders genoteerd.

1. "Beauty and the Beast" – 3:32
2. "Joe the Lion" – 3:05
3. "Heroes" (Bowie, Brian Eno) – 6:07
4. "Sons of the Silent Age" – 3:15
5. "Blackout" – 3:50
6. "V-2 Schneider" – 3:10
7. "Sense of Doubt" – 3:57
8. "Moss Garden" (Bowie, Eno) – 5:03
9. "Neuköln" (Bowie, Eno) – 4:34
10. "The Secret Life of Arabia" (Bowie, Eno, Carlos Alomar) – 3:46

Bonustracks op heruitgave 1991
1. "Abdulmajid" (Bowie, Eno) – 3:40
2. "Joe the Lion (Remixed version)" – 3:08

### Andere versie
In 1996 vormde dit album de basis voor de Symfonie nr. 4 van Philip Glass.